# 2825 Кросбі
2825 Кросбі (2825 Crosby) — астероїд головного поясу, відкритий 19 вересня 1938 року.
Тіссеранів параметр щодо Юпітера — 3,608.